# جميل شفيق
جميل شفيق بدوي (1938 – 2016) هو فنان تشكيلي مصري، انجر معظم اعماله بالأسود والأبيض.

## حياته
ولد الفنان جميل شفيق في 10 أغسطس 1938 في محافظة الغربية، تشكّلت علاقته بالفن منذ أن كان طالباً في الثانوية، متأثّراً بحماس وطني تجاه القضايا العربية وفي مقدّمتها القضية الفلسطينية، فرسم على جدران المدرسة بتوصية من مدرّسيه لوحات تعبّر عن تلك الأجواء، التي بقيت حاضرة لديه في أكثر من معرض له، كان آخرها معرضه بعنون "من أجل غزة" عام 2009، حصل على شهادة البكالوريوس من قسم التصوير في كلية الفنون الجميلة عام 1962، ساهم في تأسيس "الجماعة التشكيلية المصرية"، وعمل رساماً صحافياً في مطلع الستينيات، وانضمّ إلى مجموعة "الحرافيش" التي جمعته بنجيب محفوظ وتوفيق صالح وآخرين، درس النقد التشكيلي، وحصل شهادة في التذوّق الفني من المعهد العالي للفنون الجميلة عام 1974، حيث كرّس جزءاً من عمله الصحفي في متابعة الحركة الفنية المصرية، وكان فاعلاً في إنشاء عدد من الروابط والجمعيات وله مشاركات عديدة في معارض جماعية، معارضه تنوّعت بين الرسم والنحت والتصوير والجرافيك في عدد من البلدان العربية والأجنبية؛ من بينها: الأردن ولبنان والسعودية وفرنسا ورومانيا.

## عضوية ومناصب
- عضو نقابة الفنانين التشكيليين المصريين.
- عضو نقابة الصحفيين المصريين.
- عضو جماعة الفنانين والكتاب (أتيليه القاهرة).
- عمل كرسام صحفي منذ عام 1959.
- خبير فني في المنظمة العربية للتربية والثقافة والعلوم من عام 1979حتى 1984.
- مستشارا فني في مؤسسة دار التعاون.[6]

## جوائز
- جائزة لجنة التحكيم (رسم) في بينالي الإسكندرية الثامن عشر لدول حوض البحر المتوسط 1993.

## وفاته
توفي الفنان في 23 ديسمبر 2016.